# Cloreto de acetila
Cloreto de acetila, também conhecido como cloreto de etanoíla, é um cloreto ácido (também conhecido como cloreto de acila) derivado do ácido acético (ácido etanóico). Tem fórmula CH3COCl e pertence a classe de composto orgânicos chamados haletos de acila. A fórmula estrutural do cloreto de acetila é mostrada a direita. À temperatura e pressão ambiente, é um líquido claro e incolor. O cloreto de acetila não existe na natureza, porque em contato com água se hidrolisa em ácido acético e cloreto de hidrogênio. De fato, se manuseado ao ar livre ele produz fumaça branca própria da hidrólise com a umidade do ar. A fumaça é momentaneamente cloreto de hidrogênio gasoso o qual forma gotículas no ar com o vapor d'água.

## Síntese
É quimicamente sintetizado pela reação de ácido acético com cloreto de tionila.
CH3COO-H + O=SCl2 → CH3COCl  + SO2 + H-Cl
Também pode ser sintetizado através da reação de ácido acético com tricloreto de fósforo:
CH3COO-H + PCl3 → CH3COCl + H-Cl

## Reações
O cloreto de acetila é usado como reagente para acetilação na síntese ou derivação de compostos químicos. Exemplos de reações de acetilação incluem processos de acilação tal como os de esterificação (ver abaixo) e a reação de Friedel-Crafts.
CH3COCl + HO-CH2-CH3 →  CH3-COO-CH2-CH3 +  H-Cl
Frequentemente tais acilações são realizadas na presença de uma base tal qual a piridina, trietilamina, ou DMAP, as quais como catalisadores ajudam a promover a reação e como base neutralizam o HCl resultante.
Acetilação é a introdução de um grupo acetila via acilação usando um reagente tal qual o cloreto de acetila ou anidrido acético. Um grupo acetila é um grupo acila tendo a fórmula
-C(=O)-CH3.
Para informação adicional sobre os tipos de reações químicas nas quais compostos tais como o cloreto de acetila podem participar, veja haleto de acila.